# Audi Q6 e-tron
Audi Q6 e-tron — компактний розкішний кросовер класу люкс на акумуляторі від німецького виробника автомобілів Audi. Виробництво на заводі Audi в місті Інгольштадт почалося в 2023 році. У рамках мети Audi щодо переходу на повністю електричний модельний ряд до кінця 2033 року, він розроблений таким чином, щоб з часом замінити Audi Q5, його бензиновий еквівалент.

## Огляд
Q6 e-tron було представлено публіці 4 вересня 2023 року на Мюнхенському автосалоні, а екстер’єр і всі деталі були оприлюднені пізніше 18 березня 2024 року. Виробництво офіційно почалося 8 листопада 2023 року. Q6 e-tron є першим Audi, який змінив суперечливу двозначну систему нумерації Audi, опустивши позначення номера. Суфікс «Performance» використовується для найпотужнішої моделі з одним двигуном.
Що стосується дизайну екстер’єру, Саша Хайд з Audi Exterior Design сказав: «Для Audi Q6 e-tron ми хотіли ідеального чистого позашляховика з класичними потужними пропорціями Audi 'Q'». Екстер’єр має класичну закриту решітку радіатора Audi Singleframe, першу Audi з розділеними фарами, технологію цифрового освітлення Audi другого покоління OLED з 3D-анімацією, задні ліхтарі можуть проектувати стрілки та попереджувальні трикутники всередині них, щоб попередити учасників дорожнього руху позаду.
Інтер’єр оснащений новим панорамним дисплеєм Audi Digital Stage, який містить 11,9-дюймову цифрову панель приладів і 14,5-дюймовий центральний сенсорний екран інформаційно-розважальної системи (керується системою MIB4 на базі Android). Панель має імітувати форму зовнішньої решітки Audi Singleframe. Є опція 10,9-дюймового інформаційно-розважального дисплея для переднього пасажира з активним режимом конфіденційності, щоб усунути відволікання водія, дисплеєм Argumented Reality Head Up Display, Audi Assistant на основі штучного інтелекту та динамічною світлодіодною смугою, яка обрамляє лобове скло.
Q6 e-tron має максимальний об’єм багажника 1529 л (54,0 куб. футів) зі складеними задніми сидіннями, які можна скласти окремо у форматі 40:20:40. Він доступний з переднім багажним відділенням на 64 л.
Він базується на платформі Premium Platform Electric, спільно розробленій Audi та Porsche, з технологією 800 вольт і максимальною зарядною потужністю 270 кВт у стандартній комплектації. Є зарядні порти з обох сторін (AC/DC з одного боку, а з іншого боку – лише змінний струм). Банківську зарядку можна ввімкнути, якщо зарядна станція працює лише з технологією 400 вольт, шляхом автоматичного розділення батареї навпіл і зарядки при однаковій напрузі.
Модель купе-позашляховика, що продається як Sportback, була представлена 13 жовтня 2024 року. Модель Sportback відрізняється похилою лінією даху, що зменшує загальну висоту автомобіля на 38 мм (1,5 дюйма), при цьому коефіцієнт лобового опору зменшений до 0,26 в порівнянні зі звичайною моделлю.

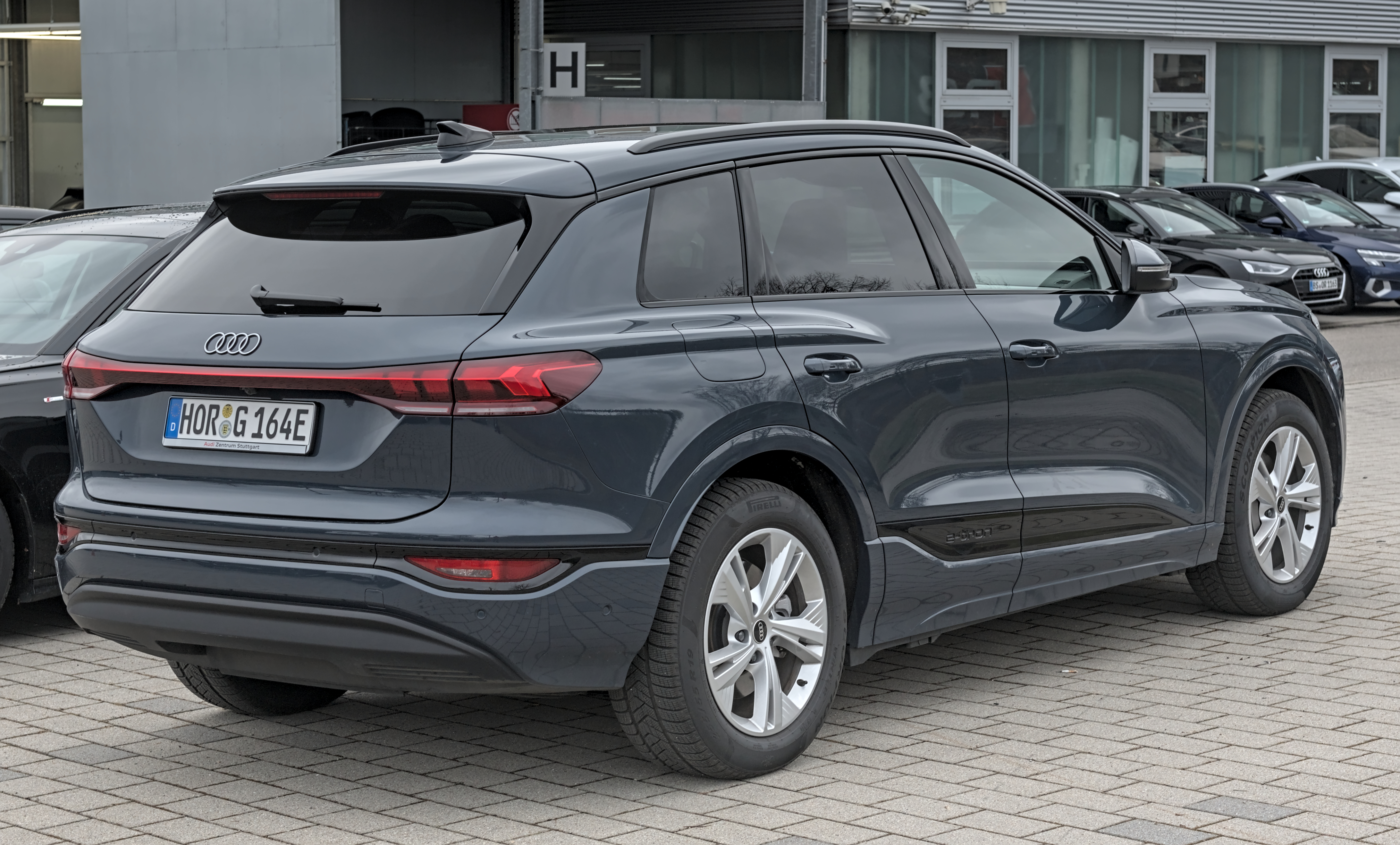
Audi Q6 e-tron ззаду
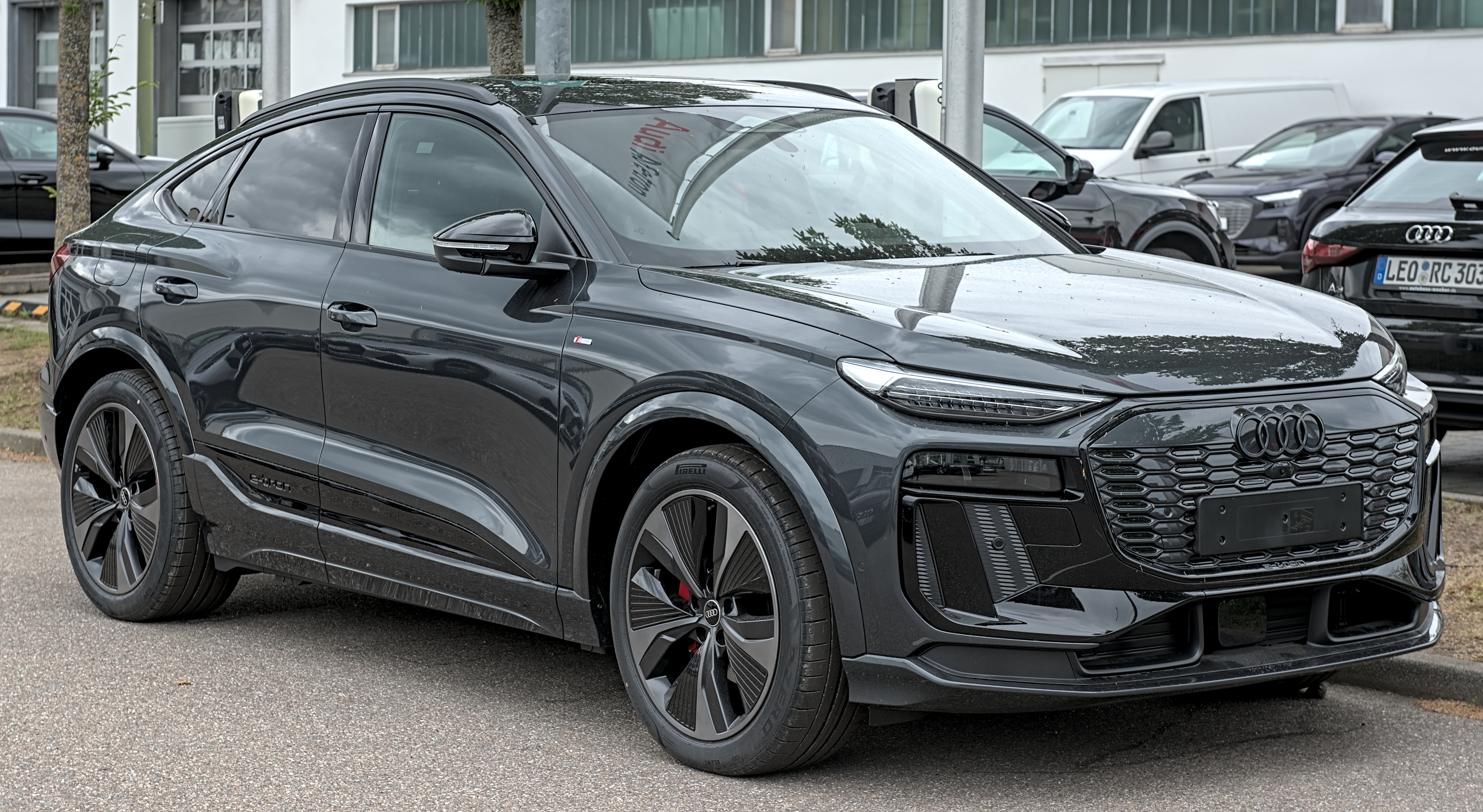
Audi Q6 e-tron Sportback
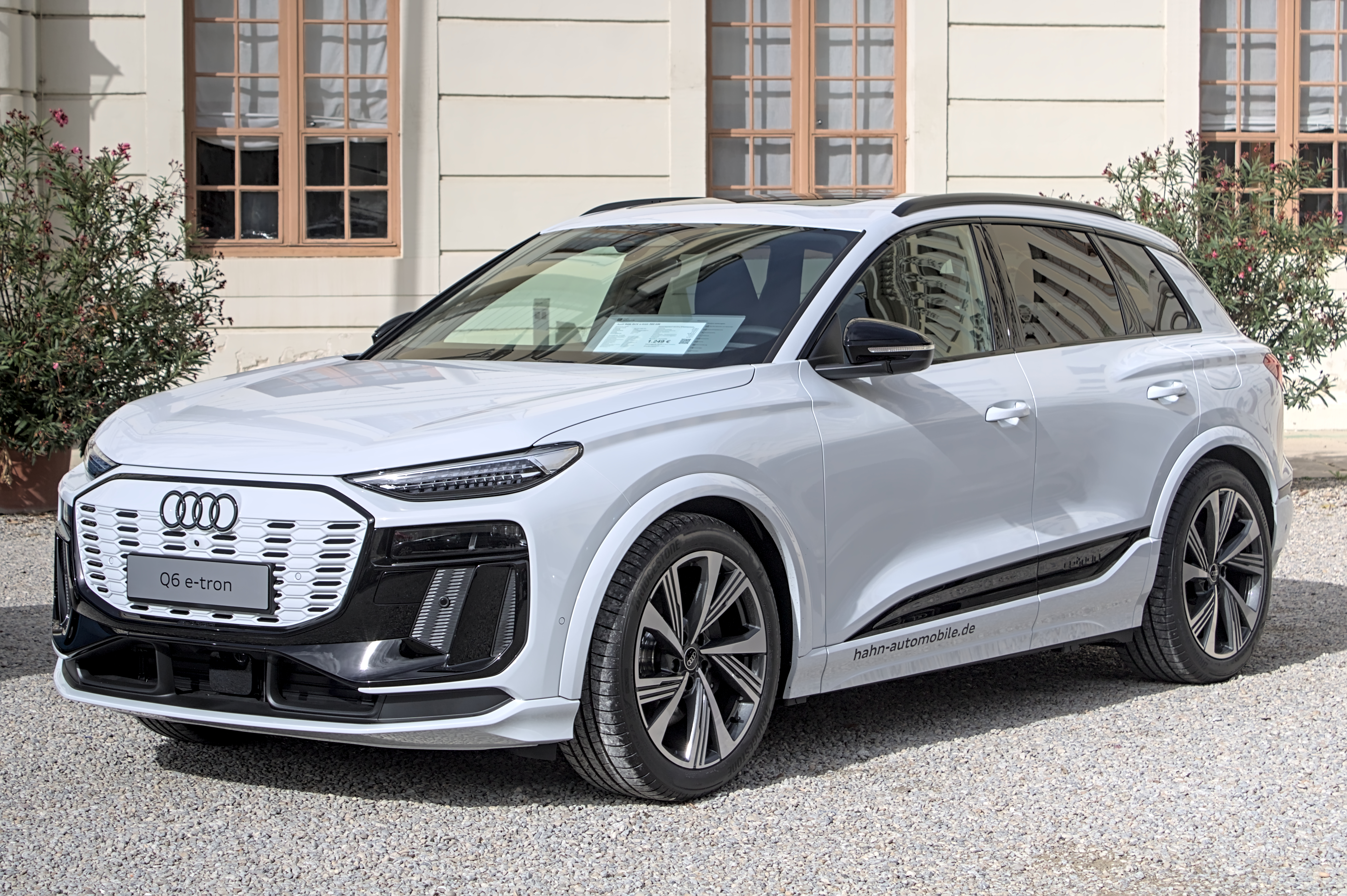
Audi SQ6 e-tron
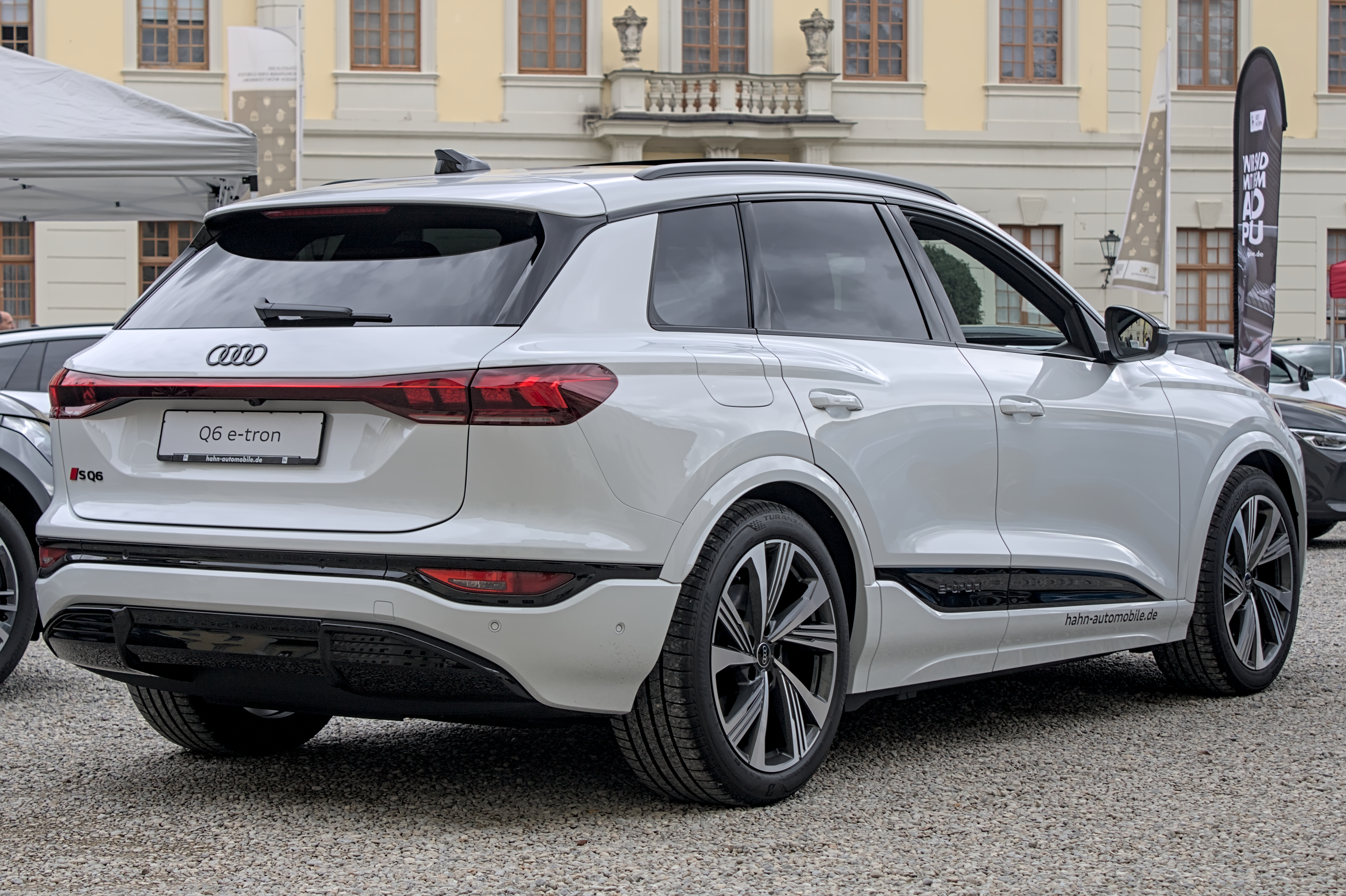
Audi SQ6 e-tron ззаду
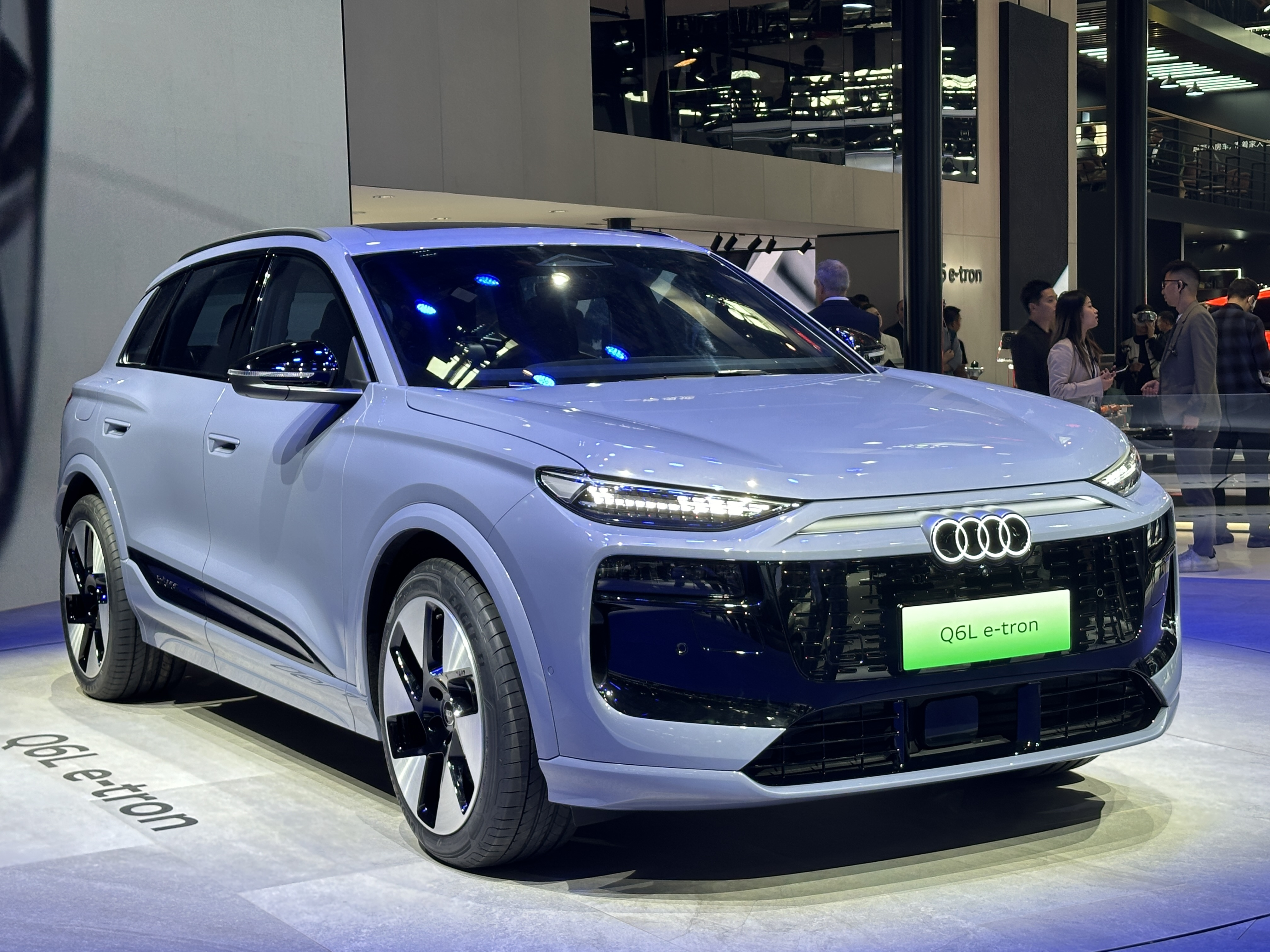
Audi Q6L e-tron на Пекінському Автошоу 2024
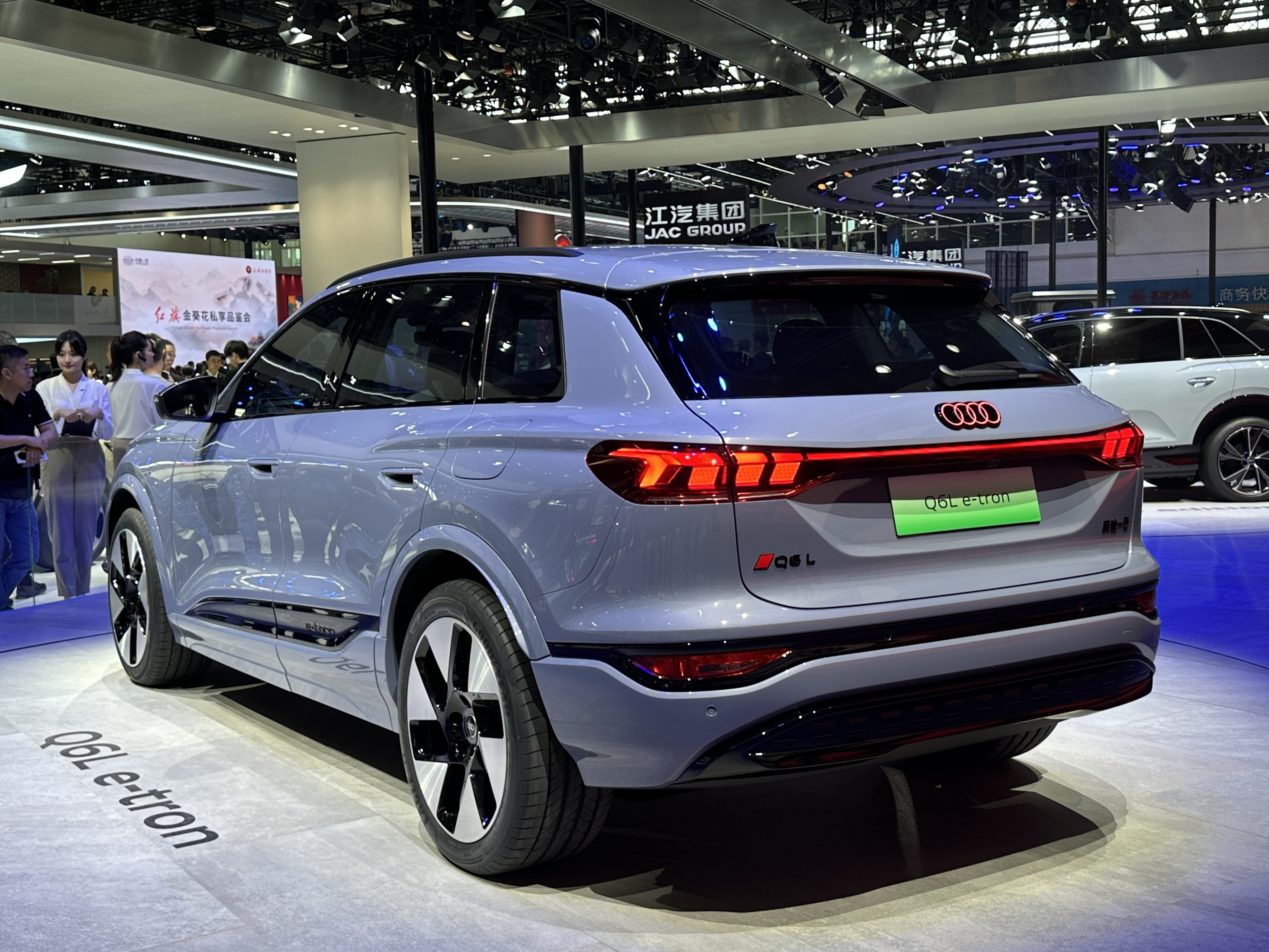
Audi Q6L e-tron ззаду
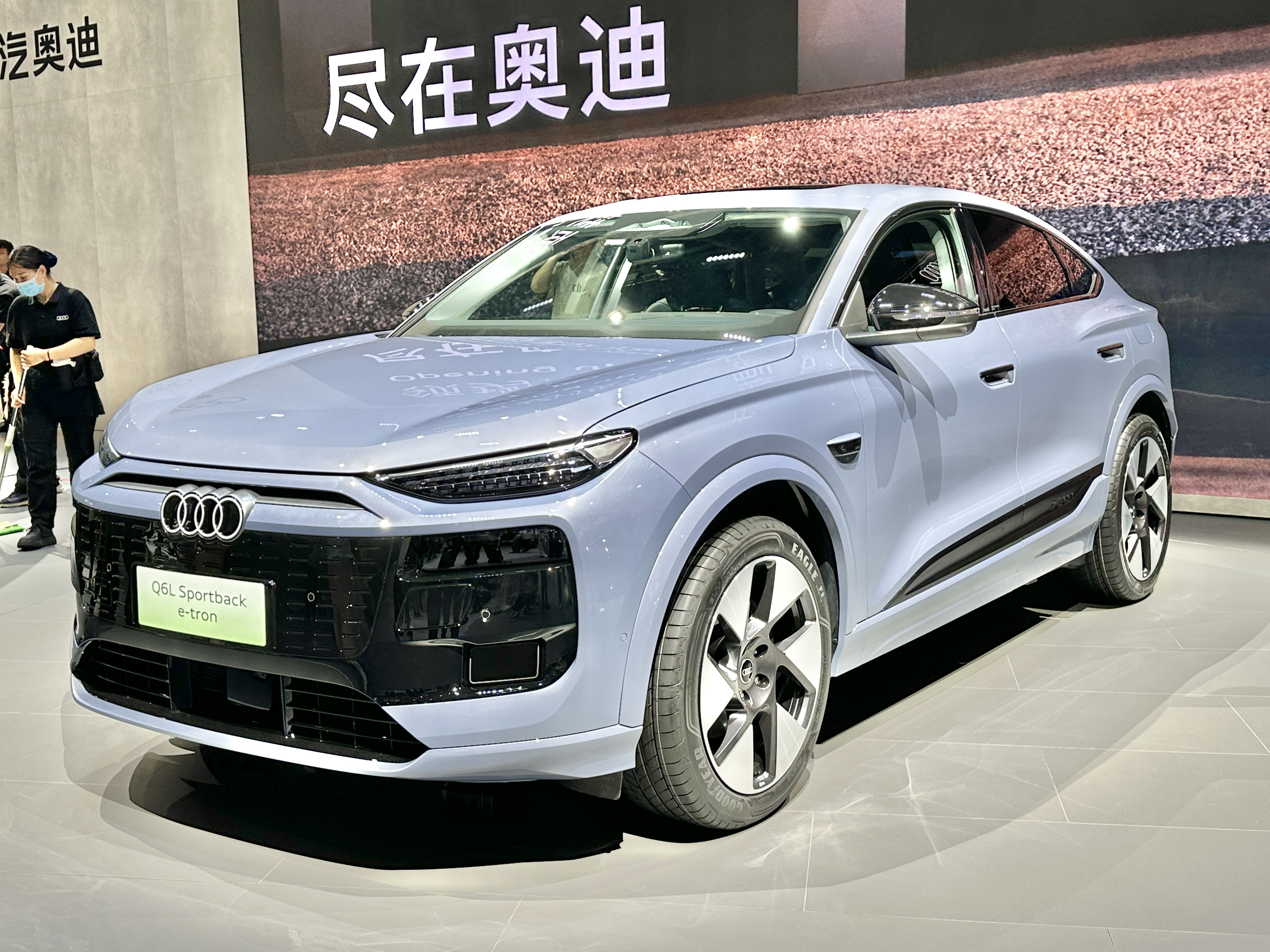
Audi Q6L Sportback e-tron на Автошоу в Гуанчжоу 2024
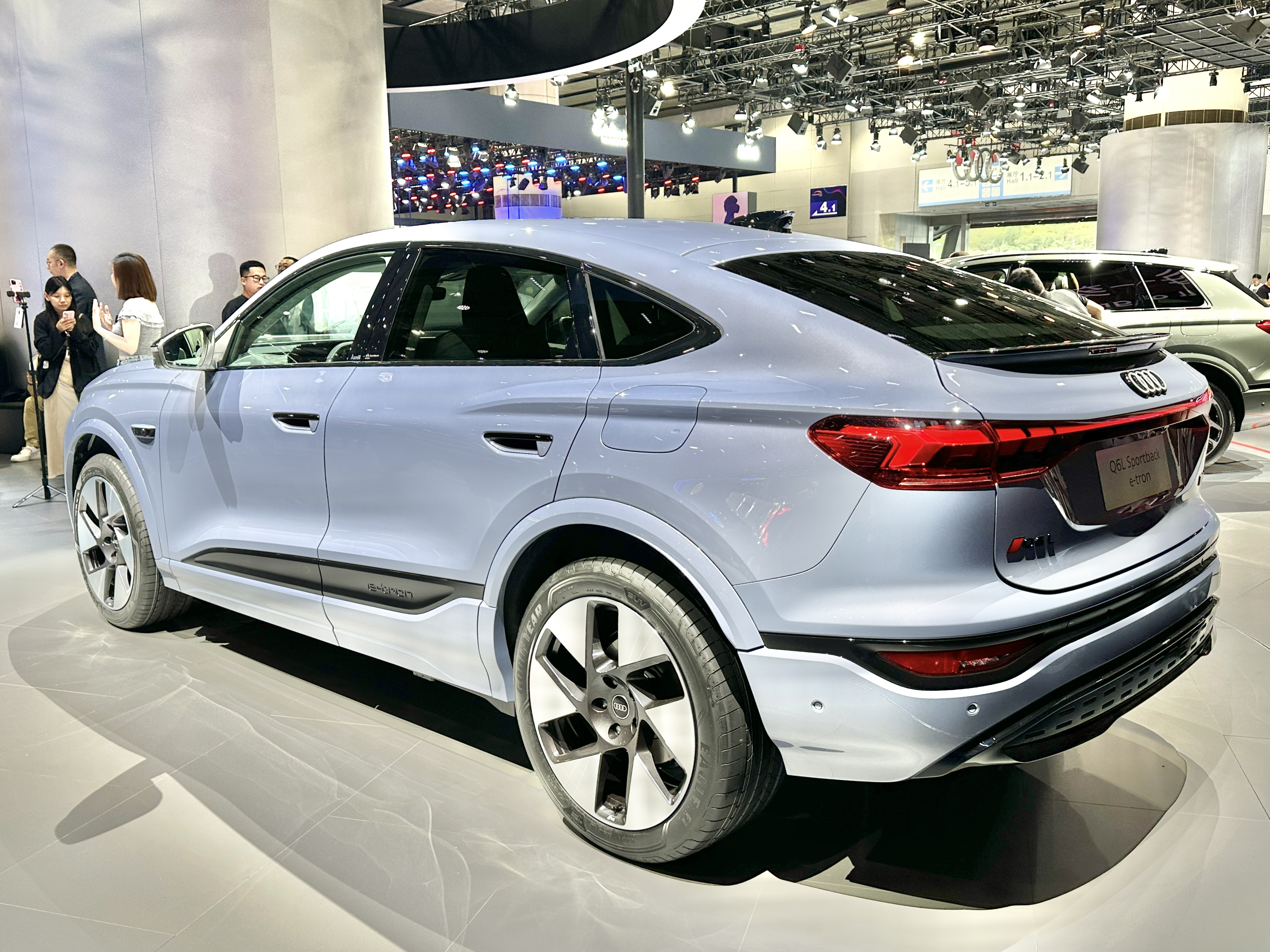
Audi Q6L Sportback e-tron ззаду
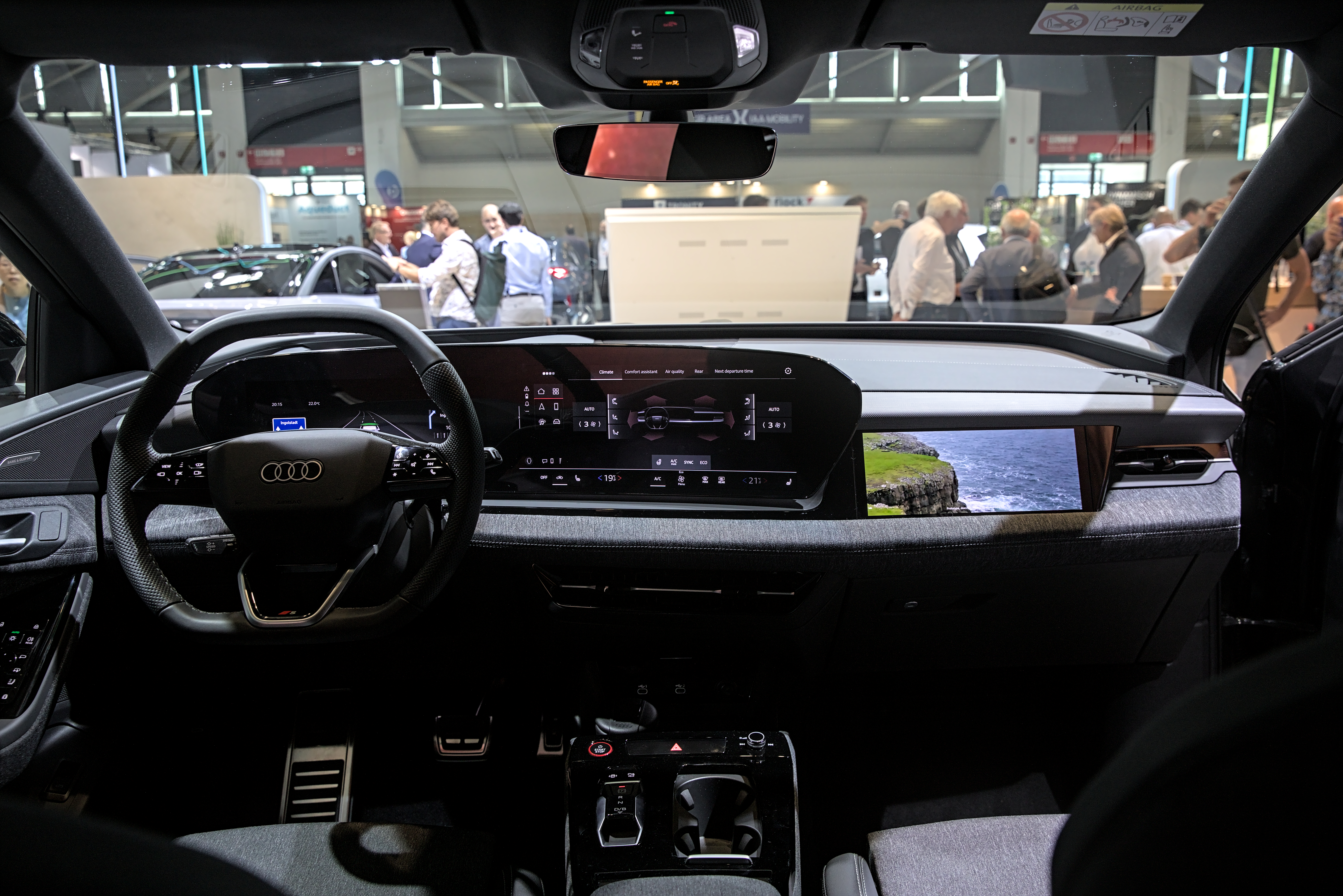
інтер'єр

### Модифікації
- Q6 e-tron 387 к.с.
- SQ6 e-tron 489 к.с.